# Helmut Kahl
Helmut Kahl, né le 17 février 1901 à Berlin et décédé le 23 janvier 1974, est un pentathlonien allemand.
Lors des Jeux olympiques d'été de 1928 à Amsterdam il remporte la médaille de bronze de l'épreuve individuelle.

## Palmarès

### Jeux olympiques
- Médaillé de bronze en individuel lors des Jeux olympiques d'été de 1928 se tenant à Amsterdam ( Pays-Bas)